# 로다 그리피스
로다 그리피스(Rhoda Griffis, 1965년 1월 9일 ~ )는 미국의 배우이다.

## 출연 작품
- 라이트 프롬 라이트 (2019)
- 더 베스트 오브 에너미즈 (2019)
- 호버 (2018)
- 블로커스 (2018)
- 아이 캔 온리 이매진 (2018)
- 네이버후드 푸드 드라이브 (2017)
- 더 옐로우 버즈 (2016)
- 마스터마인드 (2016)
- 히든 피겨스 (2016)
- 미라클 프롬 헤븐 (2016)
- 우드론 (2015)
- 배드 애플 (2015)
- 더 선데이 홀스 (2015)
- 매직 마이크 XXL (2015)
- 사바티칼 (2014)
- 솔러스 (2013)
- 콩그레츄레이션! (2013)
- 그들만의 부모 가이드 (2013)
- 플러스 원 (2013)
- 티모시 그린의 이상한 삶 (2012)
- 헝거게임 : 판엠의 불꽃 (2012)
- 틴 스피릿 (2011)
- 퀸카로 살아남는 법 2 (2011)
- 풀 보이즈 (2011)
- 터프 트레이드 (2010)
- 블러드 두 사인 마이 네임 (2010)
- 발명의 아버지 (2010)
- 라스트 송 (2010)
- 솔빙 찰리 (2009)
- 마이 페이크 피앙세 (2009)
- 로드 트립 2 (2009)
- 서기 1년 (2009)
- 블라인드 사이드 (2009)
- 팹 파이브 : 더 텍사스 치어리더 스캔들 (2008)
- 더 로스 오브 티어드롭 다이아몬드 (2008)
- 착신아리 (2008)
- 브로큰 브리짓스 (2006)
- 우리는 마샬 : 불멸의 팀 (2006)
- 빅 마마 하우스 2 - 근무 중 이상무 (2006)
- 오드 걸 아웃 (2005)
- 가스펠 (2005)
- 드리머 (2005)
- 앙코르 (2005)
- 바비존스, 스트로크 오브 지니어스 (2004)
- 런어웨이 (2003)
- 러스틴 (2001)
- 로드 트립 (2000)
- 송캐처 (1999)
- 캐리 2 (1999)
- 완전 범죄 (1997)
- 분노의 장미 (1995)
- 사랑 게임 (1995)
- 원 오브 허 오운 (1994)
- 메이저 리그의 전설 타이 콥 (1994)
- 프로그램 (1993)
- 러브 필드 (1992)

### 텔레비전
- 도슨의 청춘일기 (1998)
- 체인지 디바 1 (2009)
- 아미 와이브즈 1 (2007)